# 모날리 타쿠르
모날리 타쿠르(힌디어: मोनाली ठाकुर, 1985년 11월 3일 ~ )는 인도의 가수, 배우이다.